# 宽翅水玉簪
宽翅水玉簪（学名：Burmannia nepalensis）为水玉簪科水玉簪属的植物。分布在南亚至东南亚以及中国大陆的云南、广西、广东、湖南等地，生长于海拔720米的地区，常生长在林下湿地上，目前尚未由人工引种栽培。
其种加词“nepalensis”意为“尼泊尔的”。